# Finn Allen
Finley Hugh Allen (bekannt als Finn Allen; * 22. April 1999 in Auckland, Neuseeland) ist ein neuseeländischer Cricketspieler der seit 2021 für die neuseeländische Nationalmannschaft spielt.

## Kindheit und Ausbildung
Allen war Teil der neuseeländischen Vertretung bei den ICC U19-Cricket-Weltmeisterschaften 2016 und 2018.

## Aktive Karriere
Allen gab sein Twenty20-Debüt für Auckland in der Saison 2016/17 und sein Debüt im List-A- und First-Class-Cricket ein Jahr später. In der Saison 2020/21 wechselte er nach Wellington. In der Super Smash 2020/21 konnte er beim Titelgewinn von Wellington als Spieler herausragen. Als sich im Februar 2021 Martin Guptill verletzte, wurde Allen als dessen potentieller Ersatz in der Nationalmannschaft nominiert. Daraufhin gab er sein internationales Twenty20-Debüt gegen Bangladesch. Im dritten Spiel der Serie erzielte er dann ein Fifty über 71 Runs und wurde als Spieler des Spiels ausgezeichnet. Für die Saison 2021 erhielt er einen Vertrag von Lancashire im englischen nationalen Cricket. In der Saison 2022 spielte er für Yorkshire. Im Juli gab er sein ODI-Debüt in Irland. In seinem zweiten Spiele erzielte er ein Fifty über 60 Runs. Daraufhin reiste er mit dem Team nach Schottland weiter. Hier gelang ihm ein Century über 101 Runs aus 56 Bällen und im ODI der Tour ein Fifty über 50 Runs. Im August konnte er ein weiteres Fifty über 96 Runs in den West Indies erreichen, wofür er erneut ausgezeichnet wurde. Daraufhin wurde er für den ICC Men’s T20 World Cup 2022 nominiert, bei dem ihm ein Fifty über 62 Runs beim Sieg gegen Pakistan gelang.
Im November 2022 folgte ein Half-Century in der ODI-Serie gegen Indien. Zum Ende der Saison konnte er ein weiteres Fifty (51 Runs) gegen Sri Lanka. Im Juli wechselte er im nationalen neuseeländischen Cricket wieder zurück nach Auckland. Im September erreichte er zwar in England ein Fifty über 83 Runs in den Twenty20s, wurde jedoch für den folgenden Cricket World Cup 2023 nicht nominiert. Im Januar 2024 konnte er in der Twenty20-Serie gegen Pakistan erst ein Fifty über 74 runs und dann ein Century über 137 Runs aus 62 Bällen, wofür er als Spieler der Serie ausgezeichnet wurde. Im April verletzte er sich am Rücken und musste mehrere Wochen aussetzen, wurde jedoch dennoch für den ICC Men’s T20 World Cup 2024 nominiert.